# 有明一夫
有明一夫（ありあけ かずお、1952年5月9日 - ）は日本の実業家。大和企業投資、大和SMBCキャピタル社長等を歴任した。愛媛県新居浜市出身。  

## 略歴
- 明治大学商学部　卒業
- 1975年 - 大和證券株式会社（現 株式会社大和証券グループ本社）入社
- 1996年 - 大和証券株式会社横浜支店長
- 1999年 - 株式会社大和証券グループ本社営業企画部長
- 2000年 - 大和証券エスビーキャピタル・マーケッツ株式会社 （三度の再編を経て現在は大和証券株式会社に吸収）執行役員 大阪支店駐在
- 2001年 - 大和証券エスビーキャピタル・マーケッツ株式会社執行役員 大阪支店担当
- 2003年 - 株式会社大和証券グループ本社執行役員中日本地域担当
- 2004年 - 株式会社大和証券グループ本社常務執行役員エリア営業本部長
- 2004年 - 株式会社大和証券グループ本社常務取締役エリア営業本部長
- 2005年 - 株式会社大和証券グループ本社専務取締役営業本部長
- 2006年 - 株式会社大和証券グループ本社専務取締役営業本部長兼営業企画本部長
- 2007年 - エヌ・アイ・エフSMBCベンチャーズ株式会社代表取締役社長
- 2008年 - 大和SMBCキャピタル株式会社代表取締役社長（商号変更）
- 2010年 - 大和企業投資株式会社代表取締役社長（会社分割）
- 2010年 - 大和プロパティ株式会社代表取締役副社長